# Палац культури «Нафтохімік» (Кременчук)
Палац культури кременчуцького нафтопереробного заводу, палац культури «Нафтохімік» — палац культури у Кременчуці.

## Культурне значення
Палац культури є основним осередком культури та творчості у мікрорайоні Молодіжне. Тут проходять ігрова та пізнавальні програми для дітей і підлітків, вечора відпочинку, конкурси, святкування. У літній період організовуються і проводяться і проводяться вечори відпочинку для робітників заводу у профілакторії «Ивушка» та дітей в оздоровчому таборі «Сонячний».
На сьогоднішній день у палаці культури працюють наступні творчі колективи:
- Народний самодіяльний хор існує з 1969 року. Звання присвоєно в 1991 році. З 1981 року в репертуарі колективу народні та авторські пісні, вокально-ігрові композиції. За час існування хор побував з концертами у Польщі, Молдові, Росії, у багатьох містах України. Хор є лауреатом і дипломантом багатьох фестивалів і конкурсів народної творчості.
- Народний самодіяльний ансамбль танцю «Пролісок» заснований у 1971 році. (Звання «Народний» присвоєно у 1986 році). У танцювальному репертуарі колективу зображені характери слов'янських народів — українців, росіян, білорусів, а також молдован, донських козаків. Ансамбль є Лауреатом різних фестивалів народної творчості, неодноразово представляючи своє майно в столиці і за кордоном. За останні 2 роки колектив став дипломантом:
  - Всеукраїнського фестивалю-конкурсу народної хореографії імені Павла Вірського 2002 року;
  - Міжнародного фестивалю танцю народів світу «Веселкова Терпсихора» — Київ, 2002 рік;
    - III Міжнародного фольклорного фестивалю «Калинове літо на Дніпрі!» — 2002 рік.
- Зразковий ансамбль народного танцю «Радість» був створений у 1979 році. Виступи ансамблю неодноразово відзначалися дипломами обласних та республіканських оглядів-конкурсів народної самодіяльності. У 2002 році колективу присвоєно звання «Зразковий».
- Оркестр народних інструментів був створений у 2001 році. Колектив виступає спільно з народним хором та ансамблем танцю «Пролісок». Також оркестр представляє і власні інструментальні твори. Склад учасників оркестру (12-14 музикантів) і різноманітність інструментів (скрипка, домра, балалайка, баян, флейта, труба, кларнет, ксилофон та інші), дозволяють виконувати як народні, так і естрадні твори. Оркестр виступав у Полтаві, Сорочинцях, Ялті.
- Зразковий колектив «Перлинка» існує з 1980 року. (Звання присвоєно у 1997 році). На сьогодні він залишається єдиним дитячим хоровим колективом в Полтавській області серед установ культури.
- Зразковий ансамбль естрадно-спортивного танцю «Каприз» існує з 1998 року. Колектив є переможцем і призером багатьох хореографічних конкурсів і фестивалів. У 2002 році він став Дипломантом міжнародного фестивалю «Веспремські гри», що проходив в Угорщині; у 2003 році — Лауреат міжнародного фестивалю «Усмішки моря», що відбувся у Болгарії.
- Цирковий колектив «Мрія» організований у 1984 році. У 1997 році колективу було присвоєно звання «Зразковий». У репертуарі «Мрії» присутні еквілібр, акробатика, повітряна гімнастика, жонглювання. Колектив є Лауреатом III Всеукраїнського фестивалю народної творчості.
- Народний ансамбль спортивного бального танцю «ДУЕТ». Колектив існує з 1994 року. Звання «народний» присвоєно в 2002 році. У репертуарі колективу композиції європейських, латиноамериканських танців. Колектив і його танцювальні пари, неодноразові лауреати і призери Всеукраїнських та Міжнародних фестивалів, конкурсів зі спортивних бальних танцях.
- Театр танцю «Глорія» був організований у палаці в 1995 році. Колектив є постійним активним учасником всіх концертних і культурно-масових заходів, що проводяться в ПК «Нафтохімік», таких як: «Різдвяні Вечорниці», «Масляна», «Свято на Івана Купала» та інші.
- Ансамбль сучасної класичної хореографії був організований у 2000 році й вже в 2002 році йому було присвоєно звання «Народний».